# Ghiselin Danckerts
Ghiselin Danckerts (circa 1510 – Rome, 1567) was een Zeeuws componist, zanger, muziektheoreticus uit het renaissancetijdperk.

## Leven en werk
Hij werd geboren op Tholen, maar van zijn jeugd is verder niets bekend. Zijn muzikale opleiding zou hij daar ontvangen hebben en ook in Luik. Hij trok als jonge volwassene naar Italië. In zijn verhandeling Sopra una defferentia musciale sententiata gaf hij aan dat hij door Pierluigi Carafa, lid van de Napolitaanse aristocratie, naar Italië is gehaald. Op 21 maart 1538 werd hij als zanger in de Sixtijnse Kapel opgenomen aan het Pauselijk hof, alwaar hij tot 1565 verbleef. Hij was er niet alleen zanger, maar bekleedde ook een functie in de administratie (punctuator/abbass). In augustus van dat jaar werd hij gedwongen het hof te verlaten door reorganisatie en bezuinigingen, naar aanleiding van het concilie van Trente. Als reden voor zijn ontslag werd vermeld: "hij heeft geen goede stem (meer), is te vrij in de omgang met vrouwen, is puissant rijk en is niet inzetbaar vanwege zijn matige gezondheid". Hij kreeg desalniettemin een maandelijks pensioen van zes dukaten en bleef vermeld als "zanger der tweede rang" in de periode oktober 1565-november 1567.
Van zijn werken is weinig bewaard gebleven. Een motet werd in autograaf teruggevonden, het achtstemmige Laetimini in domino. Er is voorts bekend dat twee andere motetten Suscipe verbum en Tu es vas electionis tijdens het bombardement van Treviso op 7 april 1944 werden vernietigd. Verder zijn teruggevonden diverse madrigalen en canons, die vermeld waren in Pietro Cerones El Melopeo y maestro (Napels 1613). Zijn portfolio kon in de 21e eeuw nog uitgebreid worden met teruggevonden autografen van kerkmuziek die vermoedelijk door hem gecomponeerd is, zoals een Salve Regina, een Magnificat, een Mis, hymnes en motetten.
Hoewel van hem slechts weinig werken bekend zijn, werden zijn kwaliteiten als componist en muziekwetenschapper hoog ingeschat, getuige zijn deelname aan de jury in het "Vincentio-Lusitanogeschil". De behoudende Vicente Lusitano ging daarbij ervan uit dat alle muziek terug te voeren is op het diatonisch principe. Nicola Vicentino pleitte voor een moderniserende indeling in diatonische, chromatische en enharmonische muziek. Lusitano werd door de jury, inclusief Danckerts, als winnaar aangewezen en Vicentino schreef daartegenin zijn verhandeling L’antica musica ridotta alle moderna prattica (1555). Daarop reageerde Danckerts met zijn Sopra una differentie musica sententiata. Die verhandeling werd niet gepubliceerd, maar kent wel drie versies. De basis werd gevormd door het origineel uit 1551. Twee bewerkte versies werden gevonden uit circa 1555 en 1560. In de verhandelingen laat Danckerts het leven zien van een musicus met uiterst conservatieve inslag, die aankeek tegen moderniseringen in de muziek, zoals toevallige verhogingen en verlagingen van noten (dat wil zeggen buiten de toonsoort om). Hij was ook tegenstander van veranderingen in wat we nu kennen als de achttonentoonladder.
Hij overleed in Rome vlak voor 3 oktober 1567, de dag dat de inventarisatie van zijn eigendommen werd opgesteld.

## Postuum
- Danckerts verhandelingen werden door Giovanni Artusi gebruikt in Imperfettiono delle musica moderna, zijn aanval op de muziek van Claudio Monteverdi (circa 1600).
- In de twintigste eeuw liet Richard Rijnvos zich door Danckerts raadselcanon Ave maris stella inspireren voor zijn compositie Stanza uit 1994.

## Werklijst
- Ave maris stella, canone «in forma di scacchiera» (Napoli, 1535 ca.), ripubblicato ad Augsburg (Kriesstein 1549) e nel trattato di P. CERONE, El Melopeo y maestro (Napoli, G.B. Gargano – L. Nucci, 1613, pp. 1129).
- Crucem sanctam subiit, canone «in forma di croce» (Napoli, 1535 ca.), ripubblicato in P. CERONE, El Melopeo y maestro, cit., pp. 1138–1139.
- Tua est potentia, mottetto a sei voci «con l'inventione del tenore accomodata sopra li sei gigli dell'arme di papa Paulo terzo» (Napoli, 1538); ripubblicato in Selectissimae necnon familiarissimae cantiones (Augsburg, Kriesstein, 1540); copia manoscritta (ante 1575), Treviso, Biblioteca Capitolare, Ms. 30.[4]
- Fidel qual sempre fui / Scarpello si vedrà, madrigale in due parti su testo di L. Ariosto, in Primo libro delle Muse a 4 voci. Madrigali ariosi di Antonio Barré (Roma, Barré, 1555).

- Bibliothèque nationale de France: cb15518355z (data)
- Gemeinsame Normdatei: 128907983
- International Standard Name Identifier: 0000 0000 5872 8644
- Library of Congress Control Number: no2002042589
- MusicBrainz: e96a0214-91d4-4ce5-9762-73f3f17df769
- Nederlandse Thesaurus van Auteursnamen: 185485782
- Istituto Centrale per il Catalogo Unico: MUSV020070
- Système universitaire de documentation: 17688064X
- Virtual International Authority File: 39684880
- WorldCat: E39PBJcGhRrCcGyjmtMFQkJ7HC